# Norra Porrtjärnen
Norra Porrtjärnen är en sjö i Degerfors kommun i Närke och ingår i Norrströms huvudavrinningsområde.